# (8207) Suminao
(8207) Suminao est un astéroïde de la ceinture principale.

## Description
(8207) Suminao est un astéroïde de la ceinture principale. Il fut découvert le 31 décembre 1994 à Ōizumi par Takao Kobayashi. Il présente une orbite caractérisée par un demi-grand axe de 2,19 UA, une excentricité de 0,18 et une inclinaison de 6,7° par rapport à l'écliptique.

## Compléments